# Élise Turcotte
Pour les articles homonymes, voir Turcotte.
Élise Turcotte, née le 26 juin 1957 à Sorel (Québec), est une écrivaine et poète québécoise.

## Biographie
Élise Turcotte obtient un baccalauréat en arts et une maîtrise en études littéraires à l'Université du Québec à Montréal. Elle détient également un doctorat de l'Université de Sherbrooke. 
De 1983 à 1984, elle est assistante de recherche au sein du Groupe de recherche sur la représentation du féminin dans la littérature québécoise, sous la direction de Doris-Louise Hainault, en plus d’occuper un poste d’auxiliaire d’enseignement au département de philosophie de l'UQAM. Depuis 1986, elle enseigne la littérature au Cégep du Vieux Montréal, en plus de publier dans plusieurs revues littéraires telles qu'Estuaire, La Nouvelle Barre du jour, Mœbius et Lèvres urbaines.   
Après la publication de recueils de poésie, elle aborde le roman en 1991 avec Le Bruit des choses vivantes, lauréat du prix Louis-Hémon 1992. Son troisième roman intitulé La Maison étrangère remporte le prix du Gouverneur général 2003, alors que Guyana (2011) se mérite le Grand prix du livre de Montréal.
Elle donne également dans la nouvelle avec le recueil Caravane (1994) et fait paraître plusieurs ouvrages de littérature d'enfance et de jeunesse, notamment la série Annette, tout en conservant un intérêt constant pour l'écriture poétique qui lui vaut le Prix Émile-Nelligan 1989 pour La Terre est ici. 
Elle a comme conjoint le poète Jean-Éric Riopel. 

### Style littéraire
Sa poésie est celle de la quête de lieux-refuges, d’espaces intimes tels que la chambre et la cuisine, à l’abri de la tempête du monde extérieur. Les textes mentionnent les objets familiers du quotidien. 

« Dans un inquiétant univers au seuil de la mort, l’autrice convoque fantômes, amours, fuites, talismans, musiques, animaux et cruautés par des portraits précis qui fouillent le fond des choses. La ville et ses bruits occupent une grande place dans son œuvre, souvent campée à Montréal et au Mexique. Son écriture se déploie à partir de révoltes, de résistance, empruntant même parfois l’aspect du reportage poétique ou le ton du manifeste. Avec une vaste conscience du vivant, Turcotte écrit sur le temps qui passe de manière circulaire en convoquant l’enfance, ses plaisirs, ses dangers. Sensuelle, son écriture est une célébration du corps à travers différents désirs, objets et insomnies. Mus par des forces invisibles, les écrits d’Élise Turcotte sont étonnants en ce qu’ils sont à la fois en avant et au cœur de son
époque. Ils sont des secrets livrés avec générosité. »

— Anthologie de la poésie actuelle des femmes au Québec
2000 | 2020, Vanessa Bell et Catherine Cormier-Larose, Les éditions du Remue-Ménage, 2021, 288 p.  (ISBN 9782890917347)

### Rayonnement
Pour l'ensemble de son œuvre poétique, elle reçoit le Grand Prix du Festival international de la poésie en 2002.
Au fil de sa carrière, elle prend part à de nombreuses manifestations culturelles comme le Mois de la lecture à Brno en République tchèque (2008) et la Rencontre des poètes du monde latin au Mexique (2007). Elle a également été conférencière invitée par différentes universités au Québec, en France, en Belgique, aux Pays-Bas et en Scandinavie. 
Elle enseigne la littérature au Cégep du Vieux Montréal.
Le fonds d'archives d'Élise Turcotte est conservé au centre d'archives de Montréal de Bibliothèque et Archives nationales du Québec.

## Œuvre

### Romans
- Le bruit des choses vivantes: roman, Actes Sud Leméac, coll. « Babel », 1998 (ISBN 978-2-7427-1956-3 et 978-2-7609-1894-8).
- L'île de la merci: roman, Leméac, coll. « Collection Roman », 1997 (ISBN 978-2-7609-3191-6).
- La maison étrangère: roman, Leméac, 2002 (ISBN 978-2-7609-3248-7).
- Pourquoi faire une maison avec ses morts: récits, Leméac, 2007 (ISBN 978-2-7609-3297-5).
- Guyana, Leméac, Montréal, 2011, 114 p.  (ISBN 9782896942282 et 2896942289)
- Le Parfum de la tubéreuse, Éditions Alto, Québec, 2015, 174 p.  (ISBN 9782760933354 et 2760933350)
- L'Apparition du chevreuil, Éditions Alto, Québec, 2019, 157 p.  (ISBN 9782896944439 et 2896944435)[5]
- Élise Turcotte, Autoportrait d'une autre, Alto, 2023 (ISBN 978-2-89694-634-1).

### Recueil de nouvelles
- Caravane, Bibliothèque québécoise, Montréal, 1994, 141 p.  (ISBN 2894062400 et 9782894062401)

### Poésie
- Dans le delta de la nuit, Les Écrits des forges, Trois-Rivières, 1982, 61 p.  (ISBN 2890460371)
- Navires de guerre, Les Écrits des forges, Trois-Rivières, 1984, 61 p.  (ISBN 2890460622 et 9782890460621)
- La Catastrophe, avec Louise Desjardins, NBJ, Montréal, 1985, 34 p.  (ISBN 2893140483 et 9782893140483)
- La Voix de Carla, VLB, Montréal, 1987, 97 p.  (ISBN 9782890052543)
- Sombre Ménagerie, éditions du Noroît, Montréal, 2002, 71 p.  (ISBN 9782890184985 et 2890184986)
- La terre est ici, VLB, Montréal, 2003, 106 p.  (ISBN 2890053695 et 9782890053694)
- Piano mélancolique, éditions du Noroît, Montréal, 2005, 88 p.  (ISBN 2890185605 et 9782890185609)
- Ce qu'elle voit, éditions du Noroît, Montréal, 2010, 58 p.  (ISBN 9782890186965 et 2890186962)
- La forme du jour, éditions du Noroît, Montréal, 2016, 77 p.  (ISBN 9782897660147 et 2897660147)
- À mon retour, éditions du Noroît, Montréal, 2022, 112 p.  (ISBN 9782897663353)

### Essai
- Autobiographie de l'esprit, La Mèche, Montréal, 2013. 229 p.  (ISBN 9782897070342 et 289707034X)

### Littérature d'enfance et de jeunesse

#### Romans jeunesse
- Les Cahiers d'Annette, La courte échelle, Montréal, 1998, 58 p.  (ISBN 2890213250) et  (ISBN 9782890213258)
- La Leçon d'Annette, La courte échelle, Montréal, 1999, 61 p.  (ISBN 2890213382) et  (ISBN 9782890213388)
- Annette et le vol de nuit, La courte échelle, Montréal, 2000, 60 p.  (ISBN 2890214265) et  (ISBN 9782890214262)
- Le Meilleur Ennemi d'Annette, La courte échelle, Montréal, 2006, 62 p.  (ISBN 2890218759) et  (ISBN 9782890218758)

#### Poésie jeunesse
- Voyages autour de mon lit, La courte échelle, Montréal, 2002, 35 p.  (ISBN 289021558X) et  (ISBN 9782890215580)
- Rose : derrière le rideau de la folie, La courte échelle, Montréal, 2009, 48 p.  (ISBN 9782896510955) et  (ISBN 2896510958)

## Prix et honneurs
- 1987 et 1989 - Lauréate du Prix Émile-Nelligan à deux reprises, La voix de Carla (1987) et La terre est ici (1989)[6].
- 2002 - Lauréate du Grand Prix Québécor du Festival International de la poésie, Sombre ménagerie[7].
- 2003 - Lauréate du Prix du gouverneur général, Catégorie Roman, La maison étrangère[8].
- 2008 - Finaliste au Prix littéraire des collégiens, Pourquoi faire une maison avec ses morts[9].
- 2010 - Lauréate du Prix du gouverneur général, Catégorie Littérature jeunesse texte et illustrations, Rose[10].
- 2011 - Lauréate du Grand prix du Livre de Montréal, Guyana[11].
- 2020 - Finaliste Prix des libraires du Québec[12], Catégorie Roman, Québec, pour L'Apparition du chevreuil.
- 2020 - Lauréate du Prix Ringuet de l’Académie des Lettres du Québec pour L’apparition du chevreuil[13].
- 2024 - Lauréate du Prix Athanase-David (prix du Québec) pour l’ensemble de sa carrière[14].